# Григорівка (Єланецька селищна громада)
Григорі́вка — село в Україні, у Єланецькій селищній громаді Вознесенського району Миколаївської області. Населення становить 98 осіб. До 2020 року орган місцевого самоврядування — Великосербулівська сільська рада.

## Населення

### Мова
Розподіл населення за рідною мовою за даними перепису 2001 року:
| Мова       | Кількість | Відсоток |
| ---------- | --------- | -------- |
| українська | 89        | 90.82%   |
| румунська  | 7         | 7.14%    |
| російська  | 1         | 1.02%    |
| білоруська | 1         | 1.02%    |
| Усього     | 98        | 100%     |